# Lopsallus
Lopsallus is een geslacht van wantsen uit de familie van de Miridae (Blindwantsen). Het geslacht werd voor het eerst wetenschappelijk beschreven door Schmitz in 1976.

## Soorten
Het genus is monotypisch en bevat alleen de volgende soort:

- Lopsallus flavosparsus (Buchanan-White, 1878)